# امرأة لا تشبه القمر (مسلسل)
امرأة لا تشبه القمر هو مسلسل تلفازي سعودي من تأليف علاء حمزة، وإخراج أحمد دخيل الله. صور المسلسل في سنة 2003، وتم عرضه في يوم 5 أغسطس 2006.

## القصة
يحكي المسلسل قصة أب مليونير له ثلاثة أبناء وابنة واحدة تدور بينهم الخلافات والنزاعات حول الإرث، والذي يستولي عليه الابن الأكبر بطرق ملتوية.

## الممثلون والممثلات
- عبد الرحمن الخريجي.[1]
- سعد خضر.[1]
- سعيد قريش.[1]
- أحمد الهذيل.[1]
- عبد العزيز الفريحي.[1]
- عبد العزيز السكيرين.[1]
- عمر الجاسر.[1]
- ماجد مطرب فواز.[1]
- نايف خلف.[6]
- عبد الرحمن الرقراق.[6]
- مشعل المطيري.[6]
- عوض عبد الله.[6]
- عبد الباقي البخيت.[6]
- شافي الحارثي.[2]
- عادل الزهراني.[2]
- عبد الله الزهراني .[6]
- طاهر بخش.[2]
- هيفاء حسين.[1]
- أميرة محمد.[1]
- نوال محمد.[1]
- شيماء سبت.[1]
- سكينة سلمان.[1]